# Lloro de Salvin
El lloro de Salvin (Hapalopsittaca pyrrhops) és una espècie d'ocell de la família dels psitàcids que habita la selva humida de les muntanyes del sud de l'Equador i nord-oest del Perú.

## Espècie en perill d'extinció
El lloro de Salvin està amenaçat per la pèrdua del seu hàbitat, que disminueix ràpidament. BirdLife International i la UICN considera que està en perill d'extinció. La població a la Selva Alegre estima entre 169 i 734 exemplars.